# Lotniskowiec lekki

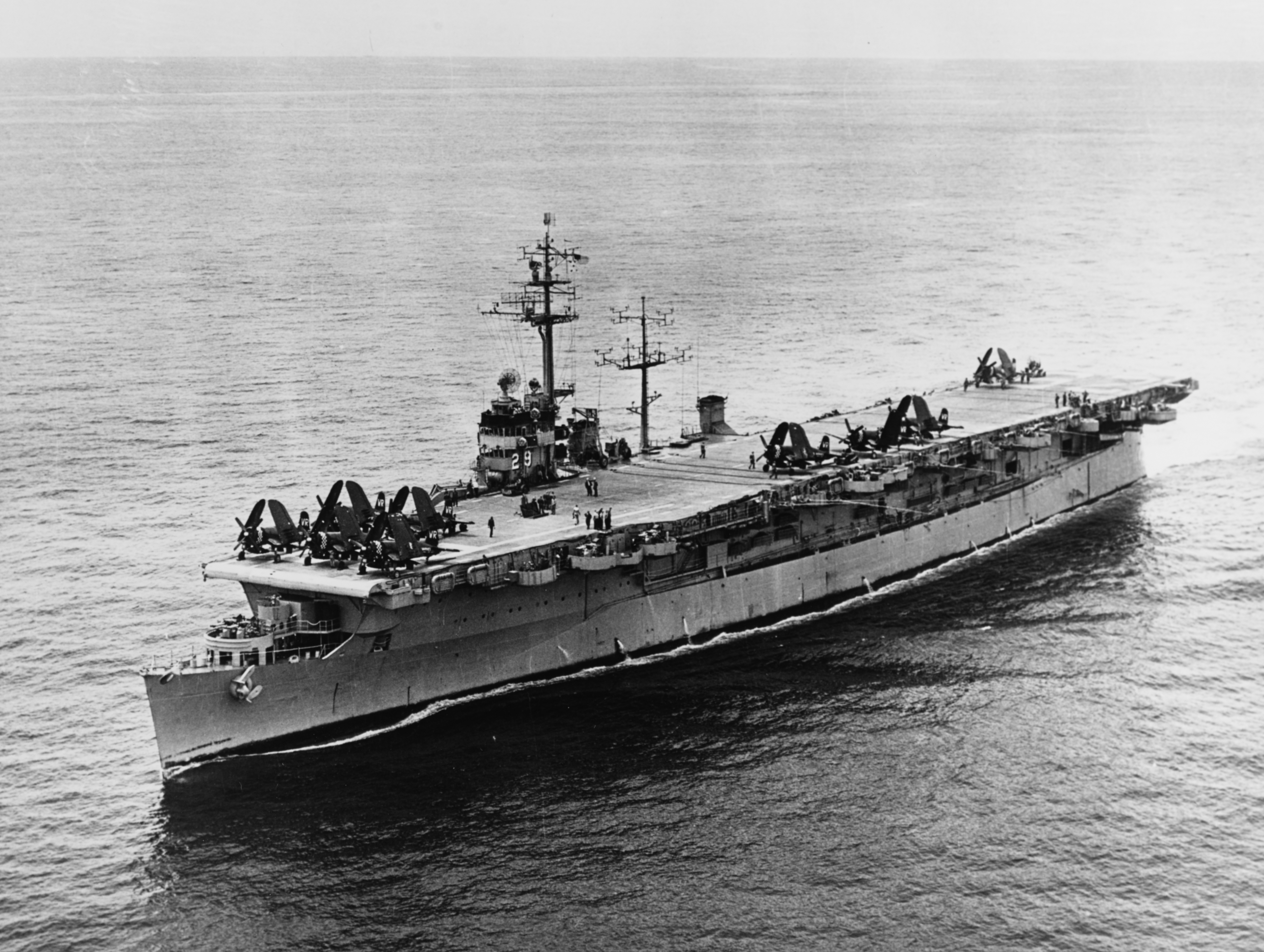
Amerykański lotniskowiec lekki USS „Bataan” z okresu II wojny światowej

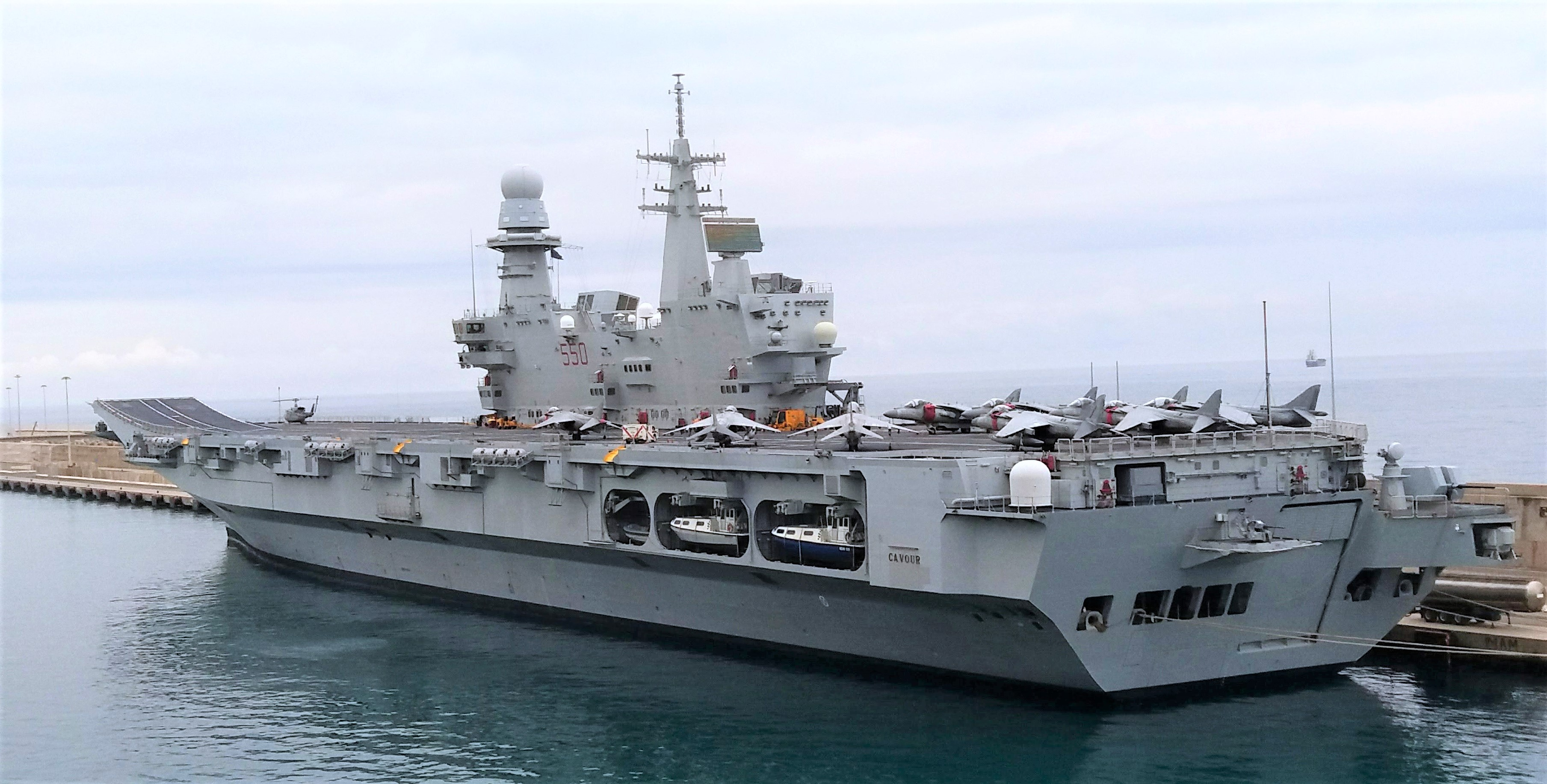
Włoski współczesny „Cavour”

Lotniskowiec lekki – wyróżniana niekiedy podklasa lotniskowców o mniejszej wyporności i wymiarach od standardowych lotniskowców używanych w danym okresie. Zazwyczaj przenoszą one od 1/3 do 2/3 liczby samolotów zabieranych na pokład przez lotniskowce o pełnych wymiarach. Klasa ta wyróżniana była oficjalnie tylko w niektórych krajach, przede wszystkim w USA. Opisowo natomiast lotniskowcami lekkimi nazywa się w literaturze niektóre lotniskowce na podstawie ich cech w porównaniu z innymi, przede wszystkim mniejszej liczebności grupy lotniczej, bądź typu przenoszonych samolotów. Terminologia ta jednak nie jest stosowana powszechnie i brak jest jednoznacznych kryteriów rozgraniczających. Lotniskowców lekkich nie należy mylić z inną odmianą okrętów, która była używana w okresie II wojny światowej – mniejszymi od nich lotniskowcami eskortowymi.

## Historia i przegląd okrętów
W środkowym okresie II wojny światowej, w 1942 roku Marynarka Wojenna Stanów Zjednoczonych zdecydowała zbudować serię lekkich lotniskowców, dla szybkiego uzupełnienia strat w okrętach tej klasy, używając do tego znajdujących się już w budowie kadłubów lekkich krążowników typu Cleveland. W efekcie, w 1943 roku wcielono do służby dziewięć okrętów typu Independence. W odróżnieniu od zwykłych lotniskowców o symbolu burtowym CV, zaklasyfikowano je jako lekkie lotniskowce o symbolu CVL (L od light – lekki). Miały one długość 190 m, lecz pokład lotniczy był krótszy, i zabierały 30 samolotów. Były one jednak konstrukcjami uważanymi za nieudane, z krótkim, wąskim pokładem lotniczym i wysokim, "ostrym" kształtem kadłuba. Nie miały one dobrych właściwości morskich i powstałe w tym samym okresie lotniskowce eskortowe były bardziej udane. Ich zaletą w przeciwieństwo do lotniskowców eskortowych była jednak duża prędkość, umożliwiająca towarzyszenie zespołom floty.
W późniejszym okresie wojny powstał ulepszony i powiększony typ tych okrętów Saipan, zabierających po 48 samolotów, ale nadal były one uważane za zbyt ciasne. Dwa okręty tego typu, „Saipan” i „Wright” zostały ukończone dopiero po wojnie i po krótkiej służbie jako lotniskowce zostały przebudowane na okręty dowodzenia.
Podczas II wojny światowej również Wielka Brytania podjęła w 1942 roku program budowy szesnastu jednostek typów Colossus i Majestic, określanych oficjalnie na etapie projektu jako „lekkie lotniskowce floty” (light fleet carrier). Ich powstanie wynikało z doświadczeń wojennych, które wykazały potrzebę budowy licznych jednostek, mniej skomplikowanych, tańszych i szybszych w budowie od typowych lotniskowców floty, dla zapewnienia ochrony myśliwskiej zespołów floty. Długość pokładu tych okrętów wynosiła 210 m i według projektu zabierały po 37 samolotów. Jedynie kilka z nich weszło do służby przed zakończeniem wojny. Powstałe w ten sposób okręty, mimo ich oszczędnościowego charakteru, okazały się bardzo udane i po wojnie większość została sprzedana za granicę, do kilku państw i służyła aż do początku XXI wieku . Ulepszeniem idei lekkiego lotniskowca floty był typ Centaur, o długości 225 m i zabierający 42 samoloty, lecz z uwagi na zakończenie wojny, cztery okręty ukończono dopiero według zmodyfikowanego projektu w latach 50.
Za lekkie lotniskowce w okresie II wojny światowej można było uznać jednostki o wyporności standardowej poniżej 15 000 ton i zabierające poniżej 40 samolotów, jednakże liczne lotniskowce "pełnowymiarowe", zwłaszcza starsze, zabierały podobną lub mniejszą liczbę samolotów, a z kolei istniały lotniskowce tej wielkości przenoszące ponad 40–50 samolotów.
Za lekkie można uznać liczne lotniskowce japońskie okresu II wojny światowej (aczkolwiek nie klasyfikowane w ten sposób): „Hōshō”, "Ryūjō", "Zuihō", "Shōhō", "Ryuho", "Chitose", "Chiyoda", należące do różnych typów, zwykle przebudowane z innych okrętów, i przenoszące po ok. 30 samolotów. Podobnie, za lekki można uznać pierwszy brytyjski okręt budowany specjalnie jako lotniskowiec "Hermes".
Do lotniskowców lekkich zalicza się na ogół powojenne lotniskowce przystosowane do bazowania samolotów krótkiego i pionowego startu i lądowania (V/STOL), poczynając od brytyjskich typu Invincible.
Niektóre opracowania za lekki uważają współczesny francuski lotniskowiec "Charles de Gaulle", choć jest to nieuzasadnione, gdyż mający 40 000 ton wyporności okręt o napędzie atomowym jest większy od wszystkich ówczesnych okrętów na świecie z wyjątkiem amerykańskich "super-lotniskowców" (jak Nimitz czy Enterprise i rosyjskiego krążownika lotniczego "Admirał Fłota Sowietskogo Sojuza Kuzniecow", a nadto bazują na nim samoloty przenoszące broń atomową.

## Lista lekkich lotniskowców

### Argentyna
- ARA "Veinticinco de Mayo" – jeden okręt (brytyjski typ Colossus)

### Australia
- HMAS "Sydney" – jeden okręt (brytyjski typ Majestic)
- HMAS "Vengeance" – jeden okręt (brytyjski typ Colossus)
- HMAS "Melbourne" – jeden okręt (brytyjski typ Majestic)

### Brazylia

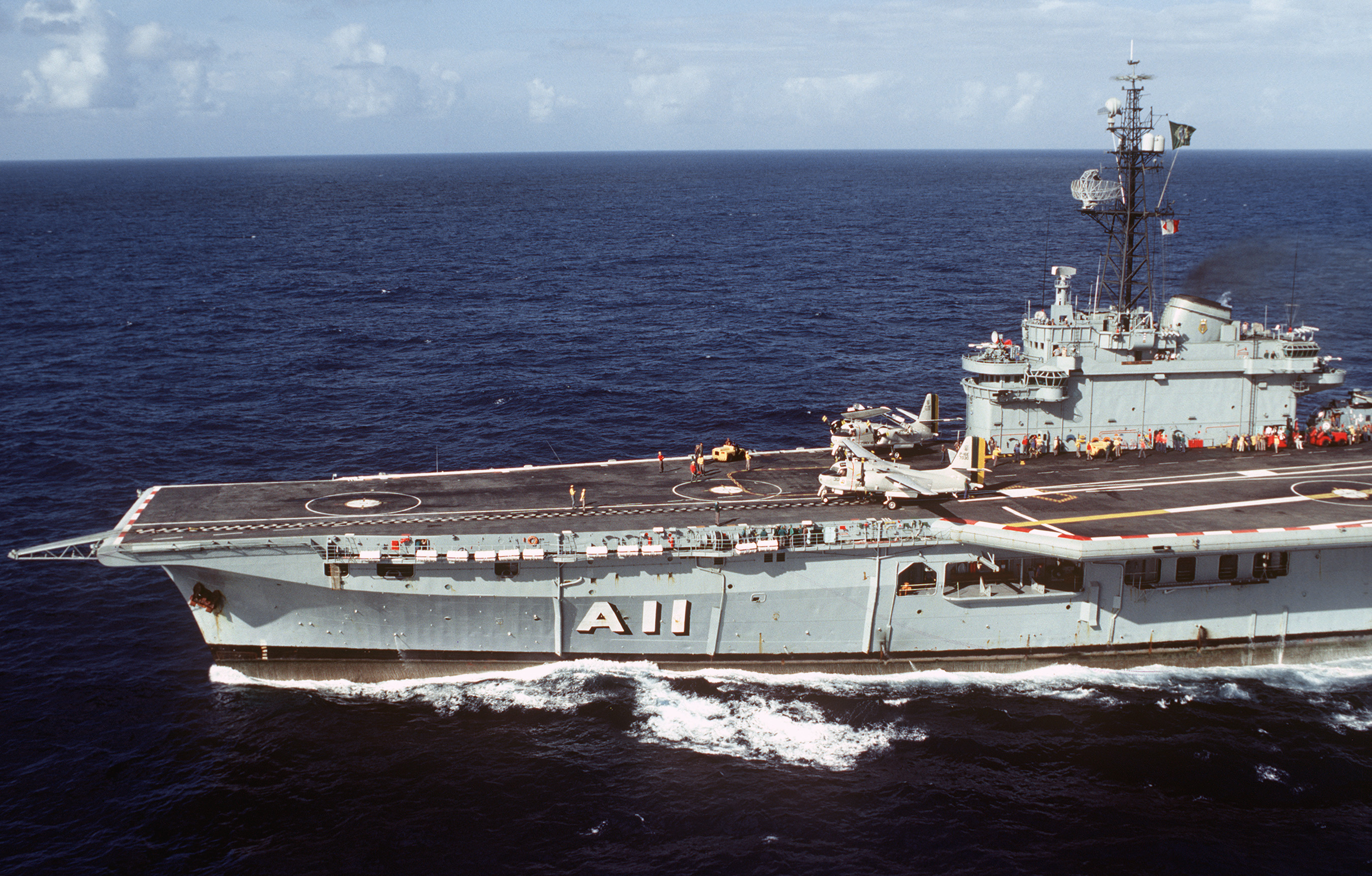
"Minas Gerais" w 1984

- NAeL "Minas Gerais" – jeden okręt (typ Colossus)
- NAeL "São Paulo" – jeden okręt (francuski typ Clemenceau)

### Francja
- typ La Feyette – dwa okręty (amerykański typ Independence)
- FS "Arromanches" – jeden okręt (typ Colossus)

### Hiszpania
- Dédalo (amerykański typ Independence)
- Principe de Asturias – jeden okręt
- Juan Carlos I – jeden okręt (uniwersalny okręt desantowy)

### Holandia
- HMNLS "Karel Doorman" – jeden okręt (brytyjski typ Colossus)

### Indie
- INS "Vikrant" – jeden okręt (brytyjski typ Majestic)

### Kanada
- HMCS "Warrior" – jeden okręt (brytyjski typ Colossus)
- HMCS "Magnificent" – jeden okręt (brytyjski typ Majestic)
- HMCS "Bonaventure" – jeden okręt (brytyjski typ Majestic)

### Stany Zjednoczone
- typ Independence – dziewięć okrętów
- typ Saipan – dwa okręty

### Wielka Brytania
- HMS "Hermes"
- HMS "Unicorn" (lotniskowiec warsztatowy)
- typ Colossus – osiem okrętów
- typ Majestic – pięć okrętów
- typ Centaur – cztery okręty
- typ Invincible – trzy okręty

### Włochy
- Giuseppe Garibaldi – jeden okręt
- Cavour – jeden okręt

### ZSRR / Rosja
- Krążowniki lotnicze projektu 1143 – trzy okręty